# Burny Bos
Bernard Gerrit (Burny) Bos (Haarlem, 8 april 1944 – Amsterdam, 1 december 2023) was een Nederlandse producent, scenario- en kinderboekenschrijver. 
Bos was aanvankelijk kinderboekenschrijver en maker van kinderprogramma's voor radio en televisie. Later werd hij ook actief als filmmaker en scenarist. In 1989 richtte hij het productiebedrijf BosBros op, waarmee hij verschillende familiefilms produceerde en twee Gouden Kalveren won.

## Loopbaan

### Voorgeschiedenis
Bos groeide op in Haarlem, en was na een opleiding aan de Kweekschool in Bloemendaal twee jaar leraar. Daarna werkte hij in Middelburg in het jongerenwerk, waar hij onder meer popconcerten en kindermiddagen organiseerde. Toen de VPRO met het programma Campus neerstreek in Zeeland, nam Bos de presentatie van de Zeeuwse aflevering voor zijn rekening en hielp hij met de productie. Dit trok de aandacht van Boudewijn Klap, hoofd jeugdzaken bij de AVRO, die met Bos op de Kweekschool had gezeten, en die op dat moment op zoek was naar een radioprogramma dat het populaire Kleutertje Luister zou kunnen opvolgen.

### Kinderprogramma's voor de AVRO
Met Klap ontwikkelde Bos voor de AVRO in 1974 eerst de Ko de Boswachtershow op Hilversum 3. Daarna volgde Radio Lawaaipapagaai als opvolger van Kleutertje Luister, en De Zandbakshow. De drie programma's groeiden binnen enkele jaren uit tot de drie bekendste kinderprogramma's op de radio. In de Ko de Boswachtershow had Bos zelf de titelrol, in Radio Lawaaipapagaai speelde hij de bijrol van Gijs Radijs, die altijd onnozeler is dan de kinderen.
Daarnaast produceerde Bos meerdere televisieprogramma's, zoals een televisieversie van Radio Lawaaipapagaai, getiteld Papalawaaigaai, waarin Bos zelf ook acteerde, en de jeugdserie Oma Fladder, die gebaseerd was op verhalen die Bos eerder schreef voor de Bobo.
Naarmate de tijd vorderde, kreeg Bos vaker conflicten binnen de AVRO over de wijze waarop kindertelevisie moest worden ingericht. Hij veronderstelde hierop dat hij blijkbaar uitgekeken was op het maken van radio en televisie, en nam zich eind 1983 voor zich volledig toe te leggen op het schrijven van kinderboeken en -verhalen, iets wat hij vanaf 1977 al deed naast zijn radio- en televisiewerk.

### Hoofd jeugdtelevisie bij de VPRO
Per 1 februari 1984 kreeg Bos een vaste aanstelling bij de VPRO. In dat jaar kreeg de VPRO de B-status, wat de omroep meer zendtijd opleverde. De VPRO besloot om twee van de drie uur extra zendtijd te vullen met televisieprogramma's gericht op kinderen en jongeren, en had Bos aangetrokken als hoofd voor dit nieuwe jeugdblok. De filosofie van Bos voor dit nieuwe jeugdblok was dat er niet ingezet moest worden op gemakzuchtige aankopen van Amerikaanse en Japanse tekenfilms, maar op in Nederland gemaakte producties, ondersteund door Nederlandse creatievelingen afkomstig uit de jeugdliteratuur en het jeugdtheater. Onder Bos' supervisie werd hierop het jeugdblok Het huishouden van Jan Steen ontwikkeld, dat zich door de tijd heen zou doorontwikkelen naar het latere Villa Achterwerk. In het jeugdmatinee verschenen onder Bos' leiding programma's als Theo en Thea, Mevrouw Ten Kate, Max Laadvermogen, Rembo en Rembo, Achterwerk in de kast, Broertjes, Buurman & Buurman, Achterwerk uit de kast en Buurman Bolle. Door het succes van zijn programma's vroeg Bos aan toenmalig VPRO-directeur Roelof Kiers een groter budget, wat Bos niet kreeg. Bos pakte hierop in 1989 zijn biezen.

### Later werk
In 1989 begon hij met zijn broer Frank Bos het productiebedrijf BosBros, met de AVRO als grootste werkgever. Een van de eerste producties die hij met BosBros maakte, was Mijn vader woont in Rio, een verfilming van Bos' boek Liesje, of laten we maar winkeltje gaan spelen. De film werd in 1990 als televisieserie uitgezonden bij de VPRO. Voor de AVRO produceerde BosBros onder andere Het Zakmes, Kinderen van waterland, Dag Juf, tot morgen, een televisieversie van de Ko de Boswachtershow en Mijn Franse tante Gazeuse. Daarnaast bewerkte hij, op verzoek van schrijfster Annie M.G. Schmidt zelf, een aantal van Schmidts boeken tot familiefilms, waaronder Abeltje en Minoes. Schmidts boeken Otje en Ibbeltje werden bewerkt tot televisieserie.
In 1997 slot Bos een overeenkomst met filmdistributeur Warner Bros. om zijn films te distribueren in de Benelux. Deze samenwerking werd in 2011 beëindigd.
In de periode van 1977 tot 2004 schreef Bos meer dan veertig kinderboeken. Een deel daarvan is uitgegeven in meer dan twintig landen.
Burny Bos was eregast op het Nederlands Film Festival in 2007. Voor die gelegenheid vroeg hij regisseur Diederik van Rooijen om de korte film Een trui voor kip Saar te regisseren. Verder liet hij blijken zich zorgen te maken over de toekomst van de jeugdfilm in Nederland. Kwaliteitsfilms zijn steeds moeilijker te maken. Volgens hem lijdt het kindergenre op televisie en in de bioscoop onder "verplopping".
Bos overleed in 2023 op 79-jarige leeftijd aan de gevolgen van asbestkanker. Na zijn overlijden verscheen in juni 2024 de bioscoopfilm Dikkie Dik en de verdwenen knuffel en in december 2024 de bioscoopfilm Dikkie Dik 2: Een nieuwe vriend voor Dikkie Dik, beide films werden door Bos voor zijn dood geproduceerd en geschreven.

## Prijzen en onderscheidingen
- 1975 Eervolle vermelding voor de Ko de Boswachtershow van de jury van de Zilveren Reissmicrofoon
- 1976: Premio Ondas voor Radio Lawaaipapagaai[22]
- 1977: Eervolle vermelding voor Radio Lawaaipapagaai van de jury van de Zilveren Reissmicrofoon
- 1981: Eervolle vermelding voor Papalawaaigaai bij de uitreiking van de Zilveren Nipkowschijf
- 1982: Edison voor Radio Lawaaipapagaai
- 1983: Zilveren Reissmicrofoon voor Bos' gehele radio-oeuvre
- 1983: Prijs op het filmfestival van Milaan voor Hoe laat begint het schilderij?
- 1998: Omroepman van het Jaar[23]
- 1999: Gouden Kalf voor Beste Speelfilm voor de film Abeltje
- 2002: Gouden Kalf voor Beste Speelfilm voor de film Minoes
- 2014: Gouden Kalf voor de Cultuurprijs, vanwege bijzondere verdiensten voor de Nederlandse filmcultuur.

## Radioprogramma's
- Ko de Boswachtershow (1974-1984)
- Radio Lawaaipapegaai (1976-1978)
- De Zandbakshow (1979-1982)
- Dag Huis, dag Tuin, dag Opbergschuur[4]
- Duimeland[4]

## Televisieprogramma's
- De Lawaaipapegaai presenteert: "Papelagaaiwaai" (1978-1982)
- Hoe laat begint het schilderij - Scenarist en presentator
- Op zoek naar Yolanda - Lange Jaap (1984)
- Het Huishouden van Jan Steen (een van de voorlopers van wat later Villa Achterwerk ging heten) - Buurman Grint (1984/1985)
- Lange Jaap (kunstprogramma) (1985-1986)
- Buurman Bolle - Scenarist en verteller (1989)
- Kinderen van Waterland - Scenarist en producent (1990)
- Ko de Boswachtershow - Scenarist en verteller als Ko de Boswachter (televisieserie) (1990-1994)
- Studio Trappelzak
- Dag huis, dag tuin, dag opbergschuur - Scenarist en verteller
- Lawaai Papegaai (televisieversie van dit radioprogramma) (ook met Wieteke van Dort)
- Oma Fladder - Scenarist en verteller
- Mijn vader woont in Rio - Scenarist
- Apie van de hoek - Scenarist

## Filmografie
- Kinderen van Waterland - scenarist (televisieserie) (1990)
- Duinkonijn (televisieserie) (1990)
- MC Power (televisieserie) (1991)
- Het Zakmes (zowel film als televisieserie) (1992)
- Vinaya (1992)
- 7 Mijlskoffer (televisieserie) (1992)
- Mus (televisieserie) (1993)
- De Daad (1993)
- Tussen Wind en Water (televisieserie) (1994)
- Pepette (1994)
- Captain Cockpit - scenarist (1994)
- Dag juf, tot morgen (televisieserie) (1995)
- De jongen die niet meer praatte (zowel film als televisieserie) (1996)
- Always yours, for never (1996)
- Mijn Franse tante Gazeuse - medescenarist (televisieserie) (1996)
- Otje (televisieserie) (1998)
- Abeltje - scenarist (zowel film als televisieserie) (1998)
- Cowboy uit Iran - medescenarist (1999)
- Boris (2000)
- Knofje - medescenarist (televisieserie) (2001)
- Minoes - medescenarist (zowel film als televisieserie) (2001)
- Ja zuster, nee zuster (zowel film als televisieserie) (2002)
- Het geheim van de kist (2002)
- Pluk van de Petteflet (zowel film als televisieserie) (2004)
- Ibbeltje (televisieserie) (2004)
- Dat zit wel snor (2004)
- Het paard van Sinterklaas (2005)
- De Griezelbus - medescenarist (2005)
- Waltz (2006)
- Een trui voor kip Saar (2007)
- Waar is het paard van Sinterklaas? (2007)
- Zucht (2007)
- Morrison krijgt een zusje (2008)
- Hoe overleef ik mezelf? (2008)
- Over Vis & Revolutie (2008)
- Los (2008)
- De Indiaan (2009)
- Zwemparadijs (2009)
- Annie M.G. (televisieserie) (2010)
- Dolfje Weerwolfje (2011)
- Brammetje Baas (2012)
- Nono, het Zigzag kind (2012)
- Chez Nous (2013)
- Zusjes (televisieserie) (2013)
- Wiplala (2014)
- Zwemmen of Verzuipen (2014)
- Kankerlijers (2014)
- Vrolijke Kerst (televisieserie) (2014)
- Meester Kikker (2016)
- Adios Amigos (2016)
- Buut Vrij (2016)
- Voetbalmeisjes (televisieserie) (2016)
- De gelaarsde poes (tv-bewerking) (2016)
- Papadag (televisieserie) (2017)
- Tex (2017)
- Snorro (tv-bewerking) (2018)
- Heinz (2019)
- Knofje, de animatieserie (televisieserie) (2019)
- Kapsalon Romy (2019)
- Papadag seizoen 2 (televisieserie) (2020)
- Marionette (2020)
- Rocco & Sjuul (2023)
- Dikkie Dik en de verdwenen knuffel (2024) (verteller) (postuum)
- Dikkie Dik 2: Een nieuwe vriend voor Dikkie Dik (2024) (postuum)
- Miss Moxy (2026) (postuum)

- Bibsys: 90355371
- Biblioteca Nacional de España: XX961973
- Bibliothèque nationale de France: cb13574549k (data)
- CiNii: DA05751667
- Digitale Bibliotheek voor de Nederlandse Letteren: bos_022
- Gemeinsame Normdatei: 120313375
- International Standard Name Identifier: 0000 0001 2128 3415
- Library of Congress Control Number: n88243777
- MusicBrainz: c8c23b03-50e2-47ee-821a-ae8f164d5633
- Bibliotheek van het Japanse parlement: 00463549
- Nationale Bibliotheek van Tsjechië: xx0012519
- Nationale bibliotheek van Australië: 35700039
- Nederlandse Thesaurus van Auteursnamen: 06922577X
- RKD-Nederlands Instituut voor Kunstgeschiedenis: 10896
- Istituto Centrale per il Catalogo Unico: CFIV069599
- Système universitaire de documentation: 053448790
- Trove: 1048248
- Virtual International Authority File: 37084785
- WorldCat: E39PBJmP4tTtWXkVHbfpVQhWDq